# Religione di Urartu

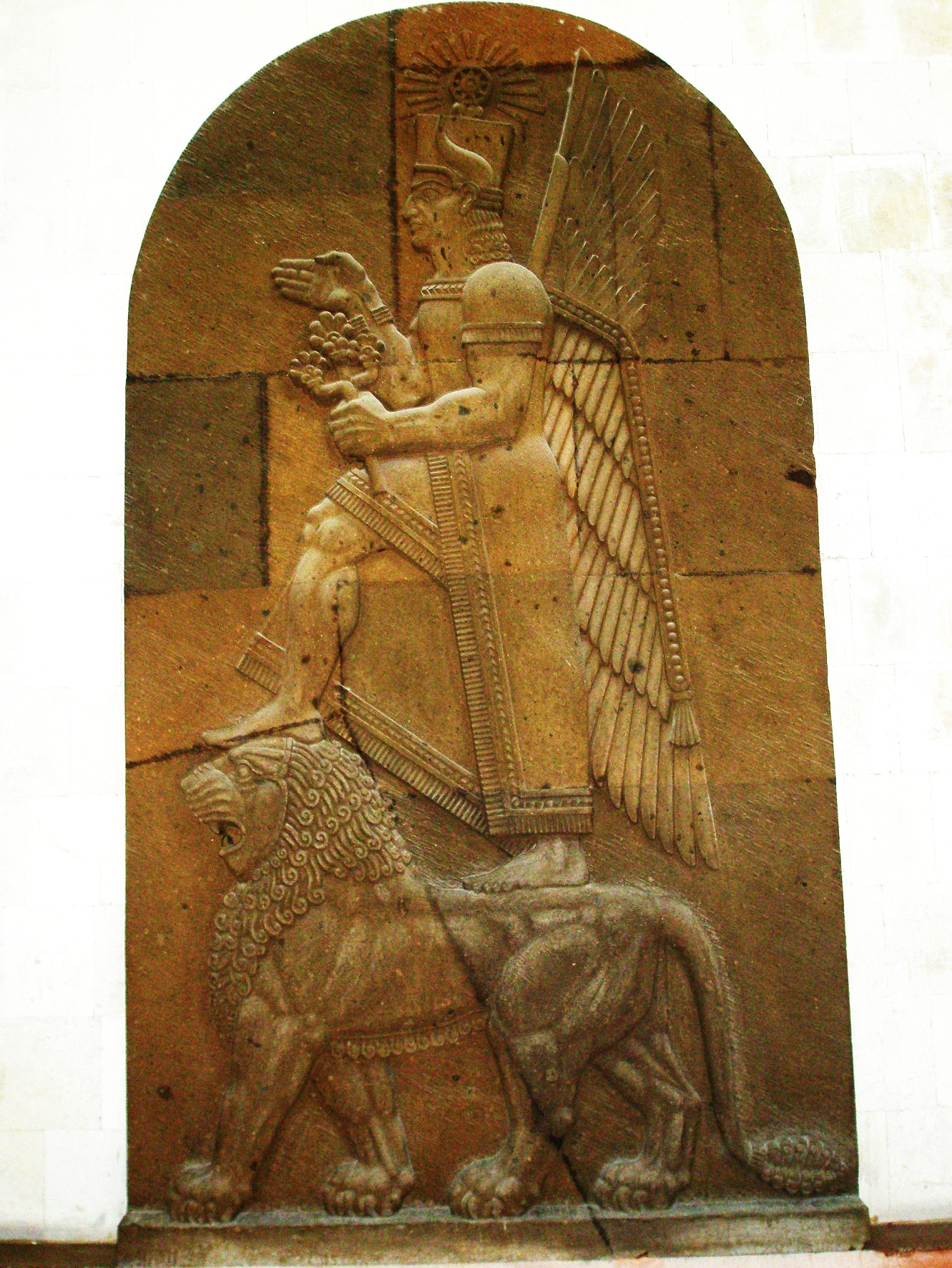
Rappresentazione del dio Khaldi.

Al vertice del pantheon di Urartu erano il dio supremo Khaldi, il dio del tuono, delle tempeste e a volte della guerra Teisheba e il dio solare Shivini. C'erano poi Arubani, Tushpuea, Bagvarti e Selardi. Con l'espansione del territorio di Urartu molti delle divinità adorate dai popoli conquistati furono incorporate nel pantheon di Urartu come mezzo per confermare l'annessione dei territori e di promuovere la stabilità politica. Tuttavia gli urartei appaiono selettivi in questi inserimenti, dato che le divinità dei popoli delle regioni nordiche, come quella del lago Sevan, furono esclusi e ciò probabilmente perché le popolazioni di queste zone erano considerate barbare. Esempi, invece, di divinità incorporate ne pantheon urarteo furono Bagvarti e Selardi. Un'iscrizione che si trova sulla "Porta della Mehr", che si affaccia verso moderno Van, elenca un totale di 79 divinità e il tipo di offerte sacrificali da fare a ciascuno di loro: capre, pecore, bovini e altri animali. Non erano invece praticati sacrifici umani. Il re di Urartu era il sommo sacerdote o inviato di Khaldi. Alcuni templi Khaldi facevano parte del complesso del palazzo reale, mentre altri erano strutture indipendenti.